# Polimorfismo genético

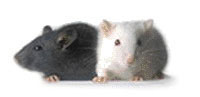
Los genes que controlan el color del cabello son polimórficos.

Se dice que un gen es polimórfico si más de un alelo ocupa el locus de ese gen dentro de una población. Además de tener más de un alelo en un locus específico, cada alelo también debe aparecer en la población con una tasa de al menos 1 % para que generalmente se considere polimórfico.
Los polimorfismos de genes pueden ocurrir en cualquier región del genoma. La mayoría de los polimorfismos son silenciosos, lo que significa que no alteran la función o la expresión de un gen. Algún polimorfismo es visible. Por ejemplo, en perros, el locus E puede tener cualquiera de los cinco alelos diferentes, conocidos como E, Em, Eg, Eh y e. Diversas combinaciones de estos alelos contribuyen a la pigmentación y los patrones que se observan en el pelaje de los perros.
Una variante polimórfica de un gen puede conducir a la expresión anormal o a la producción de una forma anormal de la proteína; Esta anormalidad puede causar o estar asociada con la enfermedad. Por ejemplo, una variante polimórfica del gen que codifica la enzima CYP4A11, en la que la timidina reemplaza a la citosina en la posición del nucleótido 8590 del gen codifica una proteína CYP4A11 que sustituye la fenilalanina con serina en la posición de aminoácidos de la proteína 434. Esta proteína variante ha reducido la actividad enzimática en la metabolización del ácido araquidónico al eicosanoide regulador de la presión arterial, ácido 20-hidroxieicosatetraenoico. Un estudio ha demostrado que los humanos que portan esta variante en uno o ambos de sus genes CYP4A11 tienen una mayor incidencia de hipertensión, accidente cerebrovascular isquémico y enfermedad coronaria.
En particular, los genes que codifican para el complejo mayor de histocompatibilidad (MHC) son de hecho los genes más polimórficos conocidos. Las moléculas de MHC están involucradas en el sistema inmune e interactúan con las células T. Hay más de 800 alelos diferentes de genes MHC humanos de clase I y II, y se ha estimado que hay 200 variantes en los loci HLA-B HLA-DRB1 solos.
Algunos polimorfismos pueden mantenerse equilibrando la selección.

## Diferencias entre polimorfismo genético y mutación
Una regla general que a veces se usa, es clasificar las variantes genéticas que ocurren por debajo del 1 % de frecuencia de alelos como mutaciones en lugar de polimorfismos. Sin embargo, dado que los polimorfismos pueden ocurrir a baja frecuencia de alelos, esta no es una forma confiable de distinguir nuevas mutaciones de los polimorfismos.

## Identificación
Los polimorfismos se pueden identificar en el laboratorio utilizando una variedad de métodos. Muchos métodos emplean PCR para amplificar la secuencia de un gen. Una vez amplificados, los polimorfismos y las mutaciones en la secuencia pueden detectarse mediante secuenciación de ADN, ya sea directamente o después de la detección de la variación con un método como el análisis de polimorfismo de conformación de cadena sencilla.

## Tipos
Un polimorfismo puede ser cualquier diferencia de secuencia. Ejemplos incluyen: 
- Los polimorfismos de un solo nucleótido (SNP) son cambios de un solo nucleótido que ocurren en el genoma en una ubicación particular. El polimorfismo de un solo nucleótido es la forma más común de variación genética.[11]

- Las inserciones/deleciones a pequeña escala (Indels) consisten en inserciones o deleciones de bases en el ADN.[12]

- Elementos repetitivos polimórficos. Los elementos transponibles activos también pueden causar polimorfismo al insertarse en nuevas ubicaciones. Por ejemplo, los elementos repetitivos de las familias Alu y LINE1 causan polimorfismos en el genoma humano.[13]

- Los microsatélites son repeticiones de 1-6 pares de bases de secuencia de ADN. Los microsatélites se usan comúnmente como marcadores moleculares, especialmente para identificar la relación entre alelos[14]

## Importancia clínica

### Cáncer de pulmón
Se han descubierto polimorfismos en múltiples exones XPD. XPD se refiere al "grupo de xeroderma pigmentoso D" y está involucrado en un mecanismo de reparación de ADN utilizado durante la replicación del ADN. XPD funciona cortando y eliminando segmentos de ADN que han sido dañados debido a cosas como fumar cigarrillos e inhalar otros carcinógenos ambientales. Asp312Asn y Lys751Gln son los dos polimorfismos comunes de XPD que resultan en un cambio en un solo aminoácido. Esta variación en los alelos Asn y Gln se ha relacionado con individuos que tienen una eficiencia de reparación de ADN reducida.
Se han realizado varios estudios para ver si esta capacidad disminuida para reparar el ADN está relacionada con un mayor riesgo de cáncer de pulmón. Estos estudios examinaron el gen XPD en pacientes con cáncer de pulmón de diferentes edades, géneros, razas y años. Los estudios proporcionaron resultados mixtos, al concluir que los individuos que son homocigotos para el alelo Asn u homocigotos para el alelo Gln tenían un mayor riesgo de desarrollar cáncer de pulmón, al no encontrar significación estadística entre los fumadores que tienen polimorfismo de alelo y su susceptibilidad a cáncer de pulmón. Se siguen realizando investigaciones para determinar la relación entre los polimorfismos de XPD y el riesgo de cáncer de pulmón.

### Asma
El asma es una enfermedad inflamatoria de los pulmones y se han identificado más de 100 loci que contribuyen al desarrollo y la gravedad de la afección. Mediante el uso del análisis de vinculación tradicional, estos genes correlacionados con el asma pudieron identificarse en pequeñas cantidades mediante estudios de asociación de todo el genoma (GWAS).
Se han realizado varios estudios que analizan varios polimorfismos de genes asociados con el asma y cómo esos polimorfismos interactúan con el entorno del portador. Un ejemplo es el gen CD14, que se sabe que tiene un polimorfismo asociado con mayores cantidades de proteína CD14, así como niveles reducidos de suero de IgE. Se realizó un estudio en 624 niños que observaron sus niveles séricos de IgE en relación con el polimorfismo en CD14. El estudio encontró que los niveles séricos de IgE diferían en niños con el alelo C en el gen CD14/-260 según el tipo de alérgenos a los que se exponían regularmente. Los niños que estaban en contacto regular con mascotas domésticas mostraron niveles más altos de IgE en suero, mientras que los niños que estuvieron expuestos regularmente a animales estables mostraron niveles más bajos de IgE en suero. La investigación continua sobre las interacciones genético-ambientales puede conducir a planes de tratamiento más especializados basados en el entorno de un individuo.